# Oscar Robertson
Pour les articles homonymes, voir Robertson.
Oscar Palmer Robertson (né le 24 novembre 1938 à Charlotte dans le Tennessee) est un joueur de basket-ball américain ayant évolué dans le championnat américain de la National Basketball Association (NBA) de 1960 à 1974 au poste de meneur. Il est surnommé The Big O.
Champion NBA en 1971 avec les Bucks de Milwaukee, franchise qu'il a rejointe en début de saison après une carrière avec les Royals de Cincinnati, il est sans conteste l'un des joueurs les plus complets de sa génération.
Nommé une fois NBA Most Valuable Player (MVP) (meilleur joueur de la saison) lors de sa carrière, il est aussi l'un des deux joueurs de l'histoire de la ligue (avec Russell Westbrook lors de la saison 2016-2017) à avoir enregistré un triple-double de moyenne sur une seule saison (en 1961-1962 avec 30,8 points, 11,4 passes décisives et 12,5 rebonds). Il termine à de nombreuses reprises meilleur passeur de la ligue. Il est par ailleurs champion olympique en 1960 avec une équipe des États-Unis qui est introduite au Basketball Hall Of Fame. Il est également introduit à titre individuel au sein de celui-ci et au sein du FIBA Hall Of Fame.

## Biographie

### Jeunesse et débuts dans le basket-ball
Petit-fils d'un ancien esclave, Oscar Robertson nait à Charlotte dans le Tennessee avant de rejoindre Indianapolis, avec ses parents — son père est exploitant d'abattoir et sa mère esthéticienne — et ses deux frères Bailey et Henry, où la famille habite dans un quartier pauvre et ségrégationniste. Ses parents divorcent peu après.
Robertson, qui joue au basket-ball depuis l'âge de sept ans, sport qu'il pratique avec un ballon fabriqué de chiffons liés par des bandes de caoutchouc ou une balle de tennis, fait la connaissance de Tom Slet, ancien joueur de l'université Butler qui s'occupe des jeunes du quartier. Celui-ci le prend sous son aile. Robertson s'entraîne du matin au soir, répétant sans cesse ses tirs depuis différentes positions.
Il rejoint le lycée de Crispus Attucks High School, nom nommé en souvenir de Crispus Attucks, une des victimes noires du Massacre de Boston du 22 février 1770. Celui-ci est le seul lycée à accueillir des noirs jusqu'au début des années 1950. Il voit en 1951 son frère Bailey marquer le point qui donne la victoire 81 à 80 lors d'une finale régionale à ce même lycée. Ne pouvant jouer lors de sa première année en sa qualité de freshman, Oscar Robertson débute en 1954, terminant la saison en demi-finale de l'État face aux Indians de Milan High School. L'apport de l'entraîneur Ray Crowe est fondamental sur la carrière d'Oscar Robertson : celui-ci privilégie les fondamentaux, qu'il fait répéter sans cesse, et interdit toute fantaisie, comme le dribble dans le dos. Il interdit également à ses joueurs de parler sur le terrain. Il oblige également ses joueurs à étudier, mettant comme condition à la participation aux matchs l'assiduité aux cours et l'obtention des diplômes. Lors de la troisième année dans l'école, Robertson conduit son équipe au titre de champion de l'État, en ne concédant qu'une seule défaite sur la saison. Ce titre est le premier titre de l'État pour le lycée de la ville d'Indianapolis, mais surtout, c'est le premier titre d'État remporté par une équipe composée uniquement de noirs. L'équipe du lycée termine la saison suivante invaincue en trente-et-une rencontres, ce qui porte à quarante-cinq la série de victoires consécutives, record de l'école. En 2009, Robertson refuse l'honneur d'avoir son numéro retiré pour ce lycée : il désire l'être au sein de l'équipe entière, et en compagnie de son entraîneur, Ray Crowe, déjà décédé.

### Carrière universitaire
Sollicité par de nombreuses universités, plus de trente, il choisit l'université de Cincinnati. Il devient le cinquième joueur noir des Bearcats de Cincinnati. À cette époque, les joueurs de première année, aussi désignés sous le nom de freshmen, ne peuvent disputer la saison NCAA avec leur université. Toutefois, 6 000 spectateurs sont présents pour voir Robertson et les autres joueurs de première année disputer un match de préparation contre l'équipe universitaire, rencontre où il inscrit 37 points, prend 17 rebonds et fait 8 passes. Robertson débute donc en deuxième année, avec 28 points, 15 rebonds, 14 passes lors de sa première rencontre. Le surnom de « The Big O » est alors inventé par Dick Baker, un reporter de Cincinnati. Dans une période où les médias ne sont pas encore développés, Robertson utilise sa première apparition au Madison Square Garden, déjà reconnu comme haut lieu du sport, pour réaliser une grande performance en janvier 1958 en inscrivant 56 points contre Seton Hall. Durant cette saison, il inscrit 50 points ou plus à trois autres reprises, dont une performance à 56 points contre Arkansas lors du tournoi final de la NCAA. Il termine la saison avec des moyennes de 35,1 points et 15,2 rebonds, devenant le premier joueur de deuxième année à terminer avec la meilleure moyenne de points sur la saison. Lors de la demi-finale régionale opposant Cincinnati aux Wildcats de Kansas State, les Bearcats sont menés d'un point lorsque Robertson obtient deux lancers francs. Après avoir réussi le premier, Robertson donne des consignes à ses coéquipiers sans s'apercevoir que les arbitres sont déjà à huit secondes de décompte. Il tire rapidement son deuxième lancer et le manque, ce qui oblige les deux équipes à disputer une prolongation. Cincinnati perd celle-ci, Robertson quittant le terrain sur faute alors que quatre minutes sont encore à disputer. Pour sa première saison de compétition universitaire, il est récompensé de nombreux titres, dont les titres de UPI Player of the Year, Sporting News Player of the Year Winners, et le titre de Consensus Player of the Year, figurant aussi dans la Consensus All-America Teams. 

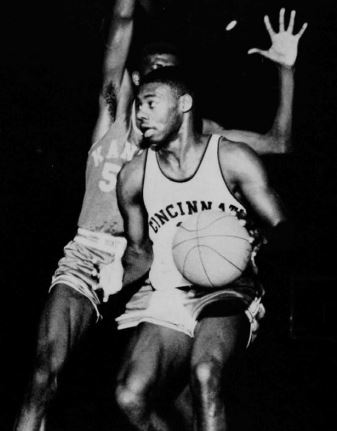
Oscar Robertson dans sa dernière année universitaire

La saison suivante, les statistiques de Robertson sont de 32,6 points, 16,3 rebonds et 6,9 passes. Cincinnati s'impose face aux Horned Frogs de Texas Christian University puis aux Wildcats de Kansas State pour atteindre le Final Four du championnat NCAA 1959. Opposés aux Golden Bears de la Californie, Robertson et ses coéquipiers s'inclinent sur le score 64 à 58 puis s'imposent 98 à 85 dans le match pour la troisième place. Lors de ce match, il inscrit 39 points, dont 22 en première mi-temps, prend 17 rebonds et offre 10 passes décisives. C'est le premier joueur à réussir un triple-double dans un Final Four universitaire, performance qui sera uniquement réalisée par la suite par Magic Johnson lors du Final Four 1979. Il est de nouveau unanimement reconnu comme le meilleur joueur universitaire : aux titres de UPI Player of the Year, Sporting News Player of the Year Winners, il ajoute le titre USBWA Player of the Year Winners, premier lauréat et celui de Helms Foundation Player of the Year Winners.
Robertson commence sa dernière saison universitaire par un triple-double : 45 points, 22 rebonds et 10 passes dans une victoire de 45 points face aux Sycamores d'Indiana State. Les Bearcats concèdent une seule défaite en phase régulière, 91 à 90 face à Bradley. Pour la seconde année consécutive, Cincinnati se qualifie pour le Final Four de cette saison 1960. L'université doit toutefois de nouveau s'incliner malgré un triple-double de Robertson (18 points, 10 rebonds et 10 passes). Il réussit le même triple-double lors du match de la consolante, remporté par les Bearcats sur le score de 95 à 71.
Lorsqu'il quitte le monde universitaire, il est alors le meilleur marqueur de l'histoire, dépassé ensuite par Pete Maravich. Sa moyenne de points en carrière (33,8), le place au troisième rang de l'histoire de la NCAA. Il détient également de nombreux records de son université : il est ainsi le détenteur des six meilleures performances à la marque de celle-ci, six performances à 50 points ou plus dont un record à 62 points. Il détient les meilleures performances au nombre de tirs marqués, 23, de tirs tentés, 36, de lancers francs réussis, 22 dans une rencontre où il établit le record de lancers tentés avec 25, et le nombre de lancers réussis sans échec lors d'une rencontre, 14. Ses 13 passes réussies contre Kansas State en 1959 le place au troisième rang de l'école, le premier à son départ. Il réussit 10 triple-doubles durant sa carrière universitaire.

### Sélection des États-Unis
Après sa saison universitaire, Robertson retrouve la sélection américaine. C'est sa deuxième apparition sous ce maillot : il a en effet déjà porté le maillot de la sélection durant l'été 1959 lors des jeux panaméricains disputés à Chicago. L'équipe des États-Unis remporte cette compétition en terminant invaincue, six victoires avec comme plus faible écart quatorze points face au Brésil. Robertson est le meilleur marqueur de son équipe avec une moyenne de 16,5 points par match devant Jerry West.
Il remporte la médaille d'or aux Jeux olympiques d'été de 1960. Avec 17 points par match, il termine meilleur marqueur, avec Jerry Lucas, de son équipe. Trois autres joueurs de cette sélection, qui est introduite au Basketball Hall of Fame en 2010, ont une moyenne de points supérieure ou égale à dix points : il s'agit de Jerry West, Terry Dischinger et Adrian Smith. Cette sélection compte dix joueurs qui évolueront ensuite en NBA. Quatre de ses joueurs obtiendront le titre de NBA Rookie of the Year de manière successive : Robertson en 1961, Walt Bellamy en 1962, Terry Dischinger en 1963 et Jerry Lucas en 1964. Il réalise son meilleur total de points lors du Final round lors de la rencontre contre l'Italie avec 22 points.

### Carrière professionnelle

#### Royals de Cincinnati
En 1960, il est choisi par les Royals de Cincinnati comme territorial pick. Ce choix est également reconnu comme numéro un de la Draft 1960 de la NBA, Cincinnati possédant le premier choix de cette édition de la draft. Son salaire, 35 000 dollars plus des primes lui permettant d'atteindre 50 000 dollars, constitue déjà un salaire important pour un joueur de la ligue.
Son apport est tout de suite important : il termine la saison au premier rang des passeurs avec un total de 690 passes, ce qui le place également au premier rang à la moyenne de passes par match avec 9,7. Sa moyenne de points est de 30,5, troisième derrière les 38,4 de Wilt Chamberlain et 34,8 de Elgin Baylor. Cette moyenne est la troisième performance pour un rookie : il est seulement devancé par Wilt Chamberlain qui a réalisé une moyenne de 37,6 en 1959-1960 et Walt Bellamy qui réalise 31,6 en 1961-1962. Sa moyenne de passes est la deuxième de l'histoire pour un rookie derrière les 10,6 passes réalisées par Mark Jackson en 1987-1988. Il est naturellement désigné NBA Rookie of the Year (débutant de l'année), ce qui lui octroie également une place dans le premier cinq des débutants, NBA All-Rookie First Team. Il fait surtout partie du premier cinq de la ligue, All-NBA First Team aux côtés de Bob Cousy, Elgin Baylor, Bob Pettit et Wilt Chamberlain. Malgré sa présence, les Royals terminent quatrième et dernier de la Division Ouest avec un bilan de 33 victoires pour 46 défaites de la saison 1960-1961. Robertson reçoit par ailleurs sa première élection pour le NBA All-Star Game, recevant même le titre de MVP pour des statistiques de 23 points, 9 rebonds, 14 passes en 34 minutes. Ces 14 passes constituent alors le nouveau record pour un match de NBA All-Star Game, battant le précédent record de Bob Cousy avec 13 passes.
En 1961-1962, Cincinnati termine deuxième de la division Ouest, mais s'incline toutefois lors du premier tour des playoffs face aux Pistons de Détroit sur le score de trois à un. Robertson, après avoir établi un record de la franchise avec 22 passes lors d'une rencontre contre Syracuse, réalise un triple-double de moyenne sur cette série, avec 28,8 points, 11 passes et 11 rebonds. Cela confirme sa saison régulière terminée avec des moyennes de 30,8 points, 12,5 rebonds et 11,4 devenant le premier joueur de l'histoire de la NBA à terminer une saison avec un triple-double de moyenne. Cela le classe au cinquième rang des marqueurs dans une saison où six joueurs franchissent dépassent la moyenne de trente points ou plus : Wilt Chamberlain avec 50,4, Elgin Baylor avec 38,3, Walt Bellamy avec 31,6, Bob Pettit avec 31.1 et Jerry West et Robertson, tous les deux à 30,8. Il est classé premier des passeurs, devenant également le premier joueur à terminer une saison NBA avec dix passes ou plus, terminant également dans le Top 10 des rebondeurs avec une neuvième place. Il réussit également l'exploit d'être le meilleur marqueur, passeur et rebondeur de son équipe. Il est de nouveau élu dans le premier cinq de la ligue et termine troisième des votes désignant le meilleur joueur de la saison derrière Bill Russell et Wilt Chamberlain.
Lors de la saison suivante, Cincinnati rejoint la Division Est pour compenser le déménagement des Warriors de Philadelphie à San Francisco. Les Royals terminent deuxième de la division avec un bilan de 43 victoires pour 37 défaites, ce qui constitue le premier bilan positif de la franchise depuis la saison 1953-1954. Après une victoire trois à deux face à Syracuse, Robinson et ses coéquipiers affrontent les Celtics de Boston en finale de conférence, contraignant cette franchise à disputer un match décisif au Boston Garden pour se qualifier grâce à une victoire 142 à 131.
Malgré le renfort de Jerry Lucas, rookie de l'année, les Royals s'inclinent pour la deuxième année consécutive en finale de conférence face aux Celtics sur le score de quatre à un lors de la saison 1963-1964. Les Royals possèdent cinq joueurs avec dix points ou plus de moyenne sur la saison, Robertson, Lucas, Wayne Embry, Jack Twyman et Bob Boozer mais cela s'avère insuffisant. Robertson est désigné meilleur joueur de la saison devant Chamberlain et Russell. Il figure de nouveau au sein du meilleur cinq de la ligue. Robertson retrouve le premier rang des passeurs, après une deuxième place derrière Guy Rodgers la saison précédente.
Après une saison régulière ponctuée de 48 victoires et 32 défaites, Cincinnati termine deuxième de la division Est mais s'incline trois à un en playoffs face aux 76ers de Philadelphie qui viennent de voir Wilt Chamberlain les rejoindre. Les statistiques de Robertson sont de 30,4 - troisième de la ligue - 9,0 rebonds et 11,1 passes, statistiques où il est de nouveau le meilleur, que ce soit à la moyenne ou au nombre total de passes. Après cette cinquième saison en NBA, les moyennes en carrière de Robertson de 30,3 points, 10,4 rebonds et 10,6 passes pour 384 rencontres de saison régulière disputées.
L'association de Robertson, plus de trente points pour la cinquième fois en six saisons, et Lucas, plus de vingt rebonds pour la deuxième année consécutive, combinée avec la montée en puissance du pivot de deuxième année Happy Hairston qui inscrit 14,1 points de moyenne, permet aux Royals de terminer de nouveau avec un bilan positif. Troisième de la division Est, ils sont opposés aux Celtics en demi-finale de division. Ceux-ci, menés deux à un remportent les deux derniers pour rencontrer les Sixers puis se qualifier une nouvelle fois pour les finales NBA.

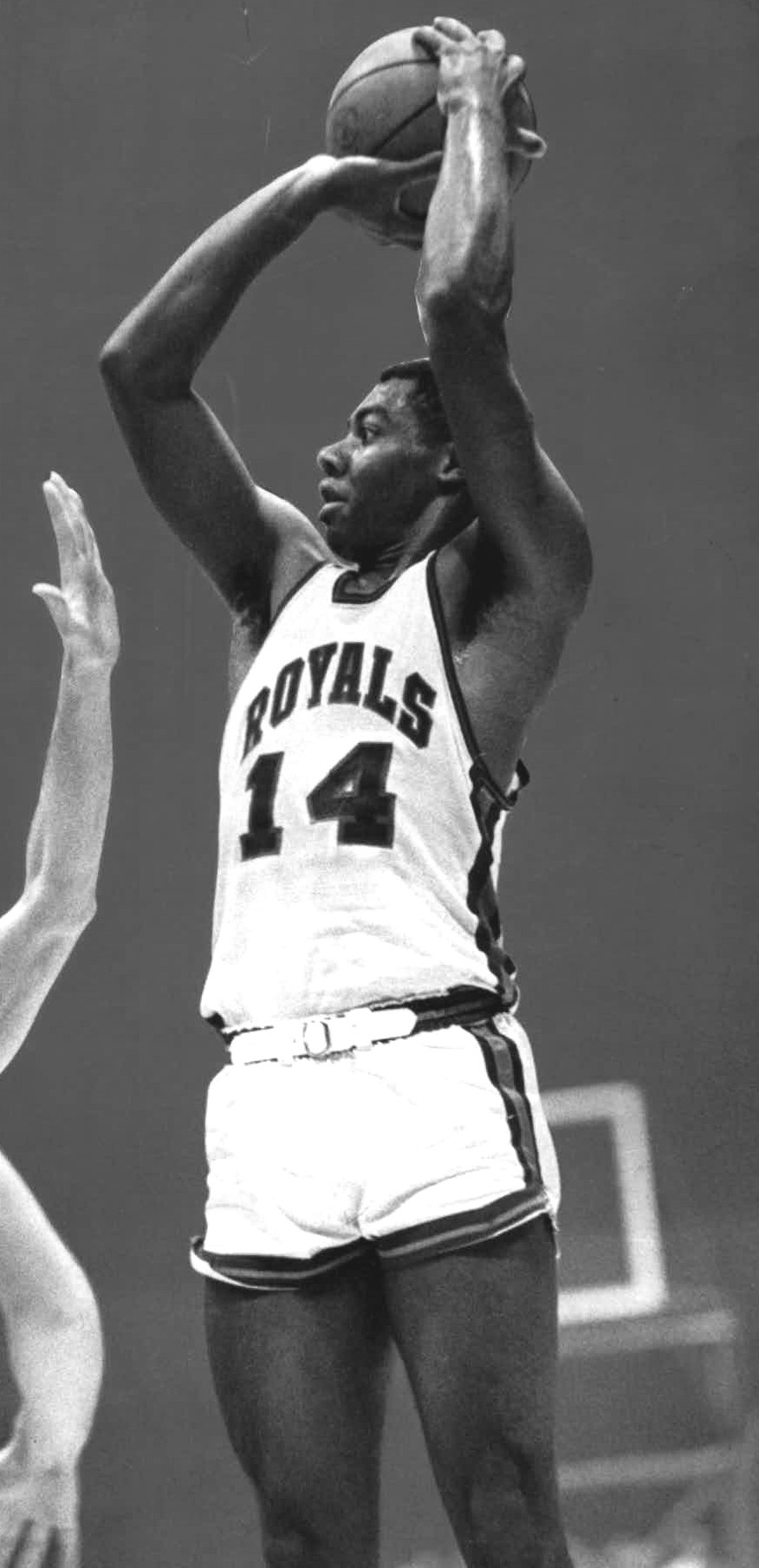
Oscar Robertson en 1966.

Lors de la saison 1966-1967, Cincinnati, après cinq saisons consécutives avec un bilan positif, termine la saison avec 39 victoires pour 42 défaites. Troisième de division, ils perdent lors du premier tour des playoffs face aux Sixers sur le score de trois à un. Robertson termine au deuxième rang des marqueurs avec une moyenne de 30,5, derrière Rick Barry, et des passeurs avec 10,7 derrière Guy Rodgers. Sa moyenne de rebonds est 6,2.
Malgré une blessure à la cuisse qui le prive de dix-sept rencontres, il termine troisième du total du nombre de points, derrière Dave Bing et Elgin Baylor, et du total de passes, classement remporté par Chambelain devant Lenny Wilkens. Toutefois, Robertson termine avec la meilleure moyenne dans ces deux statistiques avec 29,2 et 9,7. Il a une moyenne de 6,0 rebonds et termine avec le meilleur pourcentage aux lancers francs avec 87,3 %. Avec bilan négatif de 39 victoires pour 43 défaites, Cincinnati ne parvient pas disputer les playoffs.
Durant la saison 1968-1969, Robertson devient le joueur comptant le plus de passes en carrière, dépassant les 6 945 passes détenues auparavant par Bob Cousy. Il termine pour la septième fois de sa carrière avec la meilleure moyenne à la passe avec 9,8, son total de 772 lui donnant également la première place. Sa moyenne de points, 24,7, est la plus faible depuis le début de sa carrière professionnelle mais cela lui octroie toutefois un cinquième rang dans ce classement. Sa moyenne de rebonds est de 6,4 prises par match. Malgré un bilan équilibré de 41 victoires et 41 défaites, Cincinnati termine cinquième de la division Est ce qui prive la franchise de playoffs pour la seconde année consécutive.
Les statistiques de Robertson sont de 25,3 points, 6,1 rebonds et 8,1 passes lors de la 1969-1970. Cincinnati est de nouveau absent des playoffs en raison d'une cinquième place à l'Est. Durant celle-ci, Bob Cousy, le nouvel entraîneur des Royals, reprend sa carrière de joueur pour disputer sept rencontres aux côtés de Robertson sur la base arrière, mais cela s'avère insuffisant. Cousy, qui a déjà échangé Jerry Lucas, désire reconstruire son équipe et essaye d'échanger Roberstson en février 1970 mais cet échange échoue, Robertson possédant une clause dans son contrat lui permettant de poser son veto. Robertson, qui doit encore une année de contrat, désire une extension de trois ans pour 70 000 dollars selon Cousy mais celui-ci considère ceci comme inacceptable, Robertson n'étant pas aimé par les fans, ce qui ne permet pas à la franchise de jouer à guichets fermés lors des matchs à domicile et entraîne une perte de revenus. Le lendemain du dernier match opposant les Knicks de New York aux Bucks de Milwaukee en finale de conférence, ceux-ci se mettent d'accord avec Cincinnati pour échanger Charlie Paulk et Flynn Robinson contre Robertson. Après dix saisons passées avec les Royals, les statistiques d'Oscar Robertson sont de 29,3 points, 10,3 passes et 8,5 rebonds.

#### Bucks de Milwaukee

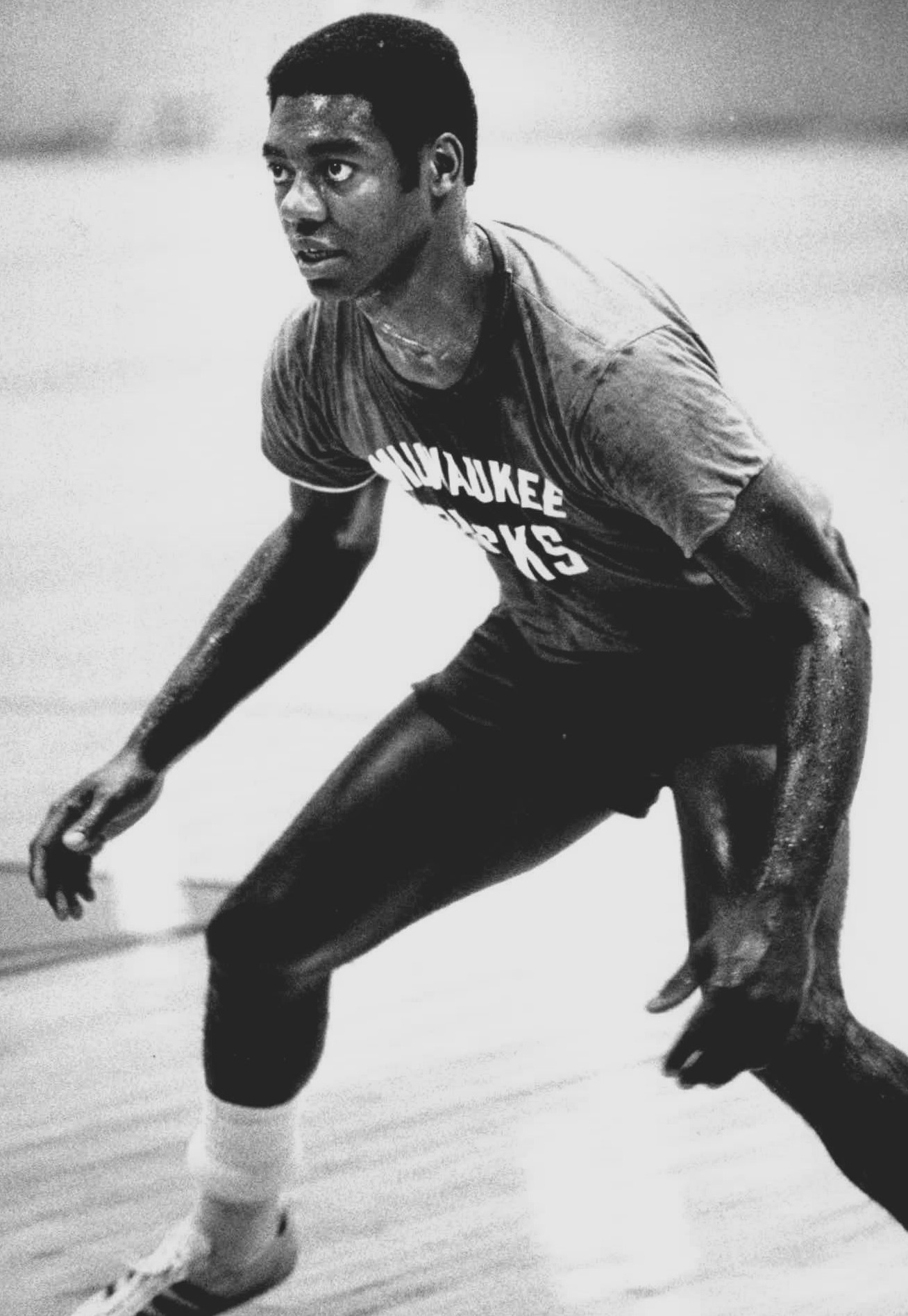
Oscar Robertson au début des années 1970.

Robertson arrive dans une franchise qui possède un pivot dominant Lew Alcindor. Celui-ci termine en tête du classement des marqueurs lors de la saison 1970-1971 avec 31,7 points par rencontre. Robertson termine au troisième rang des passeurs avec une moyenne de 8,2, et présente des moyennes de 19,4 points et 5,7 rebonds. L'association des deux joueurs permet à Milwaukee de réussir une série de vingt victoires consécutives - ce qui est alors un nouveau record de la ligue - de remporter le titre de la division Midwest avec un bilan de 66 victoires pour 16 défaites. Les Bucks éliminent facilement les Warriors de San Francisco, quatre à un, puis les Lakers de Los Angeles, privés de Jerry West et Elgin Baylor blessés, sur le même score pour atteindre les Finales NBA. Lors de cette finale, les Bucks s'imposent facilement sur le score de quatre à zéro, Roberston inscrivant 22, 22, 20 et 30 points.
Avec 64 rencontres de phase régulière, Robertson réalise son plus faible total de matchs disputés lors de la saison 1971-1972. Il présente des statistiques de 17,4 points, 5,0 rebonds et 7,7 passes. Milwaukee remporte sa division et termine au deuxième rang de la conférence derrière les Lakers. Ils éliminent les Warriors de Golden State pour disputer la finale de conférence mais doivent s'incliner quatre à deux face aux Lakers qui viennent de réaliser la plus grande série de victoires, 33, de l'histoire et terminent la phase régulière avec le meilleur bilan jamais réalisé.
La saison suivante, les Bucks terminent avec un bilan de 60 victoires et 22 défaites. En playoffs, ils s'inclinent quatre à deux face aux Warriors de Golden State. Robinson termine la saison régulière avec 15,5 points, 4,9 rebonds et 7,5 passes, terminant quatrième dans cette statistique.
Avec un Kareem Abdul-Jabbar dominateur, meilleur joueur de la ligue, troisième marqueur avec 27,0 points, et quatrième rebondeur avec 14,5 rebonds, les Bucks terminent avec le meilleur bilan de la ligue, 59-23. En playoffs, ils éliminent les Lakers par quatre à un puis les Bulls de Chicago en finale de conférence Ouest. En finale, ils rencontrent les Celtics de Boston dont le joueur majeur est désormais Dave Cowens, meilleur joueur de la saison précédente. Après une victoire des Celtics à Milwaukee, les Bucks égalisent avec victoire en prolongation. Les Celtics reprennent l'avantage sur leur parquet, mais les Bucks égalisent de nouveau. Après une nouvelle défaite à Milwaukee sur le score de 96 à 87, les Bucks vont s'imposer au boston Garden sur le score de 102 à 101 après double prolongation. Les Celtics finissent néanmoins par remporter un nouveau titre NBA grâce à une victoire 102 à 87 lors de manche décisive disputée à Milwaukee.

### Syndicat des joueurs
Robertson a également une influence importante sur la NBA en dehors du terrain. En 1965, il prend la succession de Tom Heinsohn à la tête du syndicat des joueurs, ces deux joueurs étant suffisamment forts et indispensables à leurs équipes pour que celles-ci ne puisse user de représailles. En 1964, lors de discussions à propos des pensions, il a déjà menacé, avec d'autres joueurs, de ne pas disputer le NBA All-Star Game. En 1970, il dépose des poursuites contre la NBA à propos de deux sujets : les négociations de fusion avec l'autre ligue professionnelle, American Basketball Association et les droits des joueurs. L'arrivée de cette nouvelle ligue a redonné aux joueurs des possibilités inconnues dans le cadre des négociations, certains joueurs ayant ainsi préféré rejoindre cette nouvelle ligue aux dépens de la NBA à la sortie de l'université. Les joueurs de NBA n'ont aucun accord de négociation collective jusqu'en 1967. Cette poursuite se règle finalement en 1976, ce qui permet alors la fusion entre les deux ligues. La NBA accepte la nouvelle possibilité pour les joueurs de devenir agent libre ou free-agent, les joueurs devant abandonner leur droit de premier refus, right of first refusal.

## Palmarès
Il est désigné All Consensus All-America à trois reprises, en 1958, 1959, 1960. Il est nommé meilleur joueur de l'année par la United States Basketball Writers Association —trophée qui est renommé Trophée Oscar Robertson depuis 1998— lors des premières attributions de celui-ci, en 1959 et 1960. Il est également désigné Sporting News Player of the Year en 1958, 1959 et 1960, ainsi que meilleur joueur par United Press International ces trois mêmes années. Il ajoute le titre de Helms Foundation Player of the Year Winners lors des années 1959 et 1960.
En 1960, il remporte la médaille d'or aux Jeux olympiques d'été de Rome. La sélection américaine, également composée de trois autres membres du Hall of Fame —Walt Bellamy, Jerry Lucas et Jerry West— est introduite en tant qu'équipe au Hall of Fame,.
Il obtient un titre de champion NBA en 1971. Il dispute également une finale, en 1974.
Dans cette ligue, il obtient de nombreuses récompenses individuelles. Après le titre de NBA Rookie of the Year (débutant de l'année) en 1961, ce qui lui octroie également une place dans le premier cinq des débutants, NBA All-Rookie First Team en 1961. Il reçoit la récompense la plus importante pour un joueur de la ligue avec le titre de NBA Most Valuable Player (meilleur joueur de la saison régulière) en 1964. Il figure dans le premier cinq de la ligue, All-NBA First Team de 1961, lors de sa première saison dans la ligue, à 1971. Il obtient douze sélections au NBA All-Star Game de 1961 à 1972, obtenant le titre de NBA All-Star Game Most Valuable Player (meilleur joueur du All-Star Game) en 1961, 1964 et 1969.
Sur le plan statistique, il termine meilleur passeur en 1961 (9,7), 1962 (11,4), 1964 (11,0), 1965 (11,5), 1966 (11,1), 1968 (9,7) et 1969 (9,8). Il est le joueur ayant donné le plus de passes décisives sur une saison en 1961 (690), 1962 (899), 1964 (868), 1965 (861), 1966 (847) et 1969 (643). Dans cette statistique de la passe décisive, il devient en 1961-1962 avec 899 passes le détenteur de la meilleure performance sur une saison (record qui sera ensuite battu par Guy Rodgers et qui est désormais détenu par John Stockton) puis lors de la saison 1968-1969, il devient le joueur comptant le plus de passes en carrière, dépassant les 6 945 passes de Bob Cousy. Son record de 9 887 passes à la fin de sa carrière est ensuite battu par Magic Johnson en 1990-1991, celui-ci étant ensuite dépassé par Stockton. Magic Johnson est le joueur qui le prive également de la première place de l'histoire à la moyenne de passes par matchs, lors de la saison 1983-1984.
Il termine avec le meilleur pourcentage de réussite au lancer franc en 1964 (85,3) et 1968 (87,3). Dans cette spécialité, il est le joueur ayant réussi le plus de lancer franc en 1964 (800), 1965 (665), 1968 (576) et 1969 (643). Au terme de sa carrière, il compte 7 694 lancers francs ce qui le place alors au premier rang de l'histoire de la ligue. Il est dépossédé de cette place lors de la saison 1989-1990 par Moses Malone. Il occupe encore, à l'issue de la saison 2011-2012, le troisième rang de ce classement derrière Karl Malone, premier avec 9 787, et Moses Malone.
Il est également le joueur ayant passé le plus de temps en moyenne par match sur le terrain en 1965 (45,6 minutes).
Oscar Robertson est principalement connu pour sa qualité de joueur complet, ce qui lui permet de détenir le record de triple-doubles de la ligue avec 181. Ce nombre est dépassé le 10 mai 2021 par Russell Westbrook qui inscrit son 182e triple-double. Son record sur une saison est de 41, réalisés lors de la saison 1961-1962, record également dépassé par Russell Westbrook avec 42 en 2016-2017. Lors de celle-ci, il devient le premier joueur de l'histoire de la ligue à terminer la saison avec un triple-double de moyenne sur la saison avec 30,8 points, 12,5 rebonds et 11,4 passes. Seuls Russell Westbrook, en 2017, 2018, 2019 et 2021, et Nikola Jokić en 2025 réalisent également une saison en triple-double.
C'est ainsi qu'il figure dans de nombreux records : il est l'un des cinq joueurs de l'histoire, avec Michael Jordan, LeBron James, Tyreke Evans  et Luka Dončić, à tourner à plus de 20 points, 5 rebonds et 5 passes décisives de moyenne lors de sa saison de rookie. il est aussi l'un des trois joueurs de l’histoire de la NBA à terminer une saison avec plus de 2 250 points, 650 passes décisives et 550 rebonds. Les deux autres sont Michael Jordan en 1988-1989 et LeBron James en 2009-2010. Il est le seul à l'avoir réalisé à quatre reprises. Parmi ses autres records, il figure parmi les huit joueurs, avec Kareem Abdul-Jabbar, Wilt Chamberlain, Alex English, Michael Jordan, Karl Malone, Dominique Wilkins et LeBron James à marquer au moins 2 000 points pendant sept saisons consécutives. LeBron James est le seul autre joueur à réussir au moins 2 000 points, prendre 500 rebonds et donner 500 passes décisives durant six saisons : James, après être devenu le deuxième à réussir cette performance lors de quatre saisons en 2009 le rejoint lors de la saison 2010-2011. Toutefois, Robertson est le seul à le faire de manière consécutive.
Il reçoit également des récompenses qui ne sont pas directement attribuées par la NBA. Il est ainsi classé troisième au classement des meilleurs joueurs de tous les temps par Slam en 2003, puis cinquième lors de la réévaluation de celui-ci en 2010. Il est également reconnu comme l'un des meilleurs joueurs de l'histoire par ses pairs : il est ainsi élu au Hall of Fame en 1979, puis au National Collegiate Basketball Hall of Fame en 2006 lors de la création de celui-ci, et enfin au FIBA Hall of Fame en 2009. Il est sélectionné parmi les meilleurs joueurs du cinquantenaire de la NBA en 1996.
Son maillot, le n°14 a été retiré par les Kings de Kansas City et le n°1 a été retiré par les Bucks de Milwaukee.

## Vie personnelle et personnalité

### Vie personnelle
Il se marie à Yvonne Crittenden, de quatre ans son ainée et professeur d'école primaire à Cincinnati, le 25 juin 1960. Le couple a trois filles, Shana qui travaille dans une entreprise de chimie de son père, Tia et Mari. Robertson revient sur la scène médiatique en 1997 lorsqu'il donne un rein à sa deuxième fille, Tia, qui souffre de lupus - maladie dégénérative - diagnostiqué vers la fin de l'année 1989 après que des cicatrices soient apparues sur ses doigts, En 1994, les docteurs lui annoncent que ses reins sont atteints. En 1996, elle doit vivre sous dialyse. La famille envisage la transplantation d'organe et Oscar Robertson et sa fille ainée sont de bons candidats à celle-ci. En avril 1997, la transplantation a lieu avec succès. Robertson accepte de médiatiser son action pour favoriser les dons et greffes d'organes.
De la même façon, il communique sur le cancer de la prostate, maladie qui lui est diagnostiquée en 2010. Il se fait opérer. Désormais guéri, il fait partie du comité directeur de la International Prostate Cancer Foundation et fait des conférences sur le sujet.

### Personnalité
Robertson est un joueur très exigeant envers lui-même comme envers ses coéquipiers, pouvant parfois se montrer intransigeant vis-à-vis de ceux-ci. Même pour un match d'entraînement, Oscar Robertson ne désire pas perdre, reprenant ainsi un coéquipier qui balance un tir aveugle alors que les deux équipes sont à seize partout dans un match disputé en quinze points avec deux points d'écart.
Lorsqu'il fait la visite des différentes universités pouvant l'accueillir, il rencontre Branch McCracken, l'entraîneur des Hoosiers de l'Indiana, université dont Robertson désire porter le maillot. Après la première question de celui-ci, Robertson se lève, se retourne vers Ray Crowe, son entraîneur de lycée qui l'accompagne, et lui signifie leur départ : il prend comme une insulte le fait que McCracken puisse supposer que Robertson vienne dans son université pour de l'argent.

### Racisme
Dès sa jeunesse, Robertson est confronté au racisme du système ségrégationniste américain : il effectue en 1942, à quatre ans, un long trajet en bus entre le Tennessee et Cincinnati avec ses frères et sa mère pour rejoindre son père, venu chercher du travail en Indiana. Lors de celui-ci, ils ne sont pas autorisés à manger dans les restaurants du parcours. Dans son enfance, il ne peut aller au théâtre ou au restaurant : il mange la première fois dans un restaurant en 1955 pour fêter le titre de champion de l'état avec Crispus Attucks High School, l'équipe étant invitée au Fendrick's, restaurant du centre d'Indianapolis.
En décembre 1957, lors d'un match des Bearcats de Cincinnati à Houston, l'entraîneur le rejoint dans sa chambre et lui demande de quitter les lieux, l’hôtel n'acceptant pas les noirs. Il doit alors séjourner au campus de l'université du sud Texas, ses coéquipiers restant à l'hôtel. Après avoir dans un premier temps envisagé de ne pas jouer le match suivant, il joue sans échauffement et inscrit 25 points. L'année suivante, avant de jouer à Houston et au Texas, Robertson conseille à son coéquipier John Bryant de prendre de l'argent : s'ils sont confrontés à la même situation, il prendra un bus pour rentrer. L'équipe entière passe la nuit sur le campus de l'université de Houston.
En 1958, peu avant le Dixie Classic, tournoi réputé regroupant les quatre universités de Caroline du Nord et quatre grosses universités du pays, il reçoit une lettre du Ku Klux Klan lui signifiant que s'il se présente au tournoi, il sera tué. Parmi les autres incidents qui l'ont marqué, il se rend à un match de baseball pour voir évoluer Jackie Robinson mais il est stupéfait de voir que tous les spectateurs noirs sont regroupés dans une zone des tribunes.

## Statistiques
gras = ses meilleures performances

### Universitaires
Statistiques en université d'Oscar Robertson
| Saison    | Équipe     | Matchs | Min./m | % Tir | % LF | Rbds/m. | Pass/m. | Pts/m. |
| --------- | ---------- | ------ | ------ | ----- | ---- | ------- | ------- | ------ |
| 1957-1958 | Cincinnati | 28     | 38,8   | 57,1  | 78,9 | 15,2    | —       | 35,1   |
| 1958-1959 | Cincinnati | 30     | 39,1   | 50,9  | 79,4 | 16,3    | 6,9     | 32,6   |
| 1959-1960 | Cincinnati | 30     | 38,5   | 52,6  | 75,6 | 14,1    | 7,3     | 33,7   |
| Carrière  | Carrière   | 88     | 38,8   | 53,5  | 78,0 | 15,2    | 7,1     | 33,8   |

### Professionnelles

#### Saison régulière
Légende :
| Champion NBA | MVP de la saison | Recrue/rookie de la saison | Meilleur joueur de cette catégorie statistique de la saison |

gras = ses meilleures performances
Statistiques en saison régulière d'Oscar Robertson
| Saison        | Équipe        | Matchs | Titul. | Min./m | % Tir | % LF | Rbds/m. | Pass/m. | Int/m. | Ctr/m. | Pts/m. |
| ------------- | ------------- | ------ | ------ | ------ | ----- | ---- | ------- | ------- | ------ | ------ | ------ |
| 1960-1961     | Cincinnati    | 71     | —      | 42,7   | 47,3  | 82,2 | 10,1    | 9,7     | —      | —      | 30,5   |
| 1961-1962     | Cincinnati    | 79     | —      | 44,3   | 47,8  | 80,3 | 12,5    | 11,4    | —      | —      | 30,8   |
| 1962-1963     | Cincinnati    | 80     | —      | 44,0   | 51,8  | 81,0 | 10,4    | 9,5     | —      | —      | 28,3   |
| 1963-1964     | Cincinnati    | 79     | —      | 45,1   | 48,3  | 85,3 | 9,9     | 11,0    | —      | —      | 31,4   |
| 1964-1965     | Cincinnati    | 75     | —      | 45,6   | 48,0  | 83,9 | 9,0     | 11,5    | —      | —      | 30,4   |
| 1965-1966     | Cincinnati    | 76     | —      | 46,0   | 47,5  | 84,2 | 7,7     | 11,1    | —      | —      | 31,3   |
| 1966-1967     | Cincinnati    | 79     | —      | 43,9   | 49,3  | 87,3 | 6,2     | 10,7    | —      | —      | 30,5   |
| 1967-1968     | Cincinnati    | 65     | —      | 42,5   | 50,0  | 87,3 | 6,0     | 9,7     | —      | —      | 29,2   |
| 1968-1969     | Cincinnati    | 79     | —      | 43,8   | 48,6  | 83,8 | 6,4     | 9,8     | —      | —      | 24,7   |
| 1969-1970     | Cincinnati    | 69     | —      | 41,5   | 51,1  | 80,9 | 6,1     | 8,1     | —      | —      | 25,3   |
| 1970-1971     | Milwaukee     | 81     | 81     | 39,4   | 49,6  | 85,0 | 5,7     | 8,2     | —      | —      | 19,4   |
| 1971-1972     | Milwaukee     | 64     | 60     | 37,3   | 47,2  | 83,6 | 5,0     | 7,7     | —      | —      | 17,4   |
| 1972-1973     | Milwaukee     | 73     | 69     | 37,5   | 45,4  | 84,7 | 4,9     | 7,5     | —      | —      | 15,5   |
| 1973-1974     | Cincinnati    | 70     | 62     | 35,4   | 43,8  | 83,5 | 4,0     | 6,4     | 1,1    | 0,1    | 12,7   |
| Carrière      | Carrière      | 1040   | 272    | 42,2   | 48,5  | 83,8 | 7,5     | 9,5     | 1,1    | 0,1    | 25,7   |
| All-Star Game | All-Star Game | 12     | 10     | 31,7   | 51,2  | 71,4 | 5,8     | 6,8     | —      | —      | 20,5   |

#### Playoffs
Légende :
| Champion NBA | Meilleur joueur de cette catégorie statistique de la saison |

Statistiques en playoffs d'Oscar Robertson
| Saison   | Équipe     | Matchs | Titul. | Min./m | % Tir | % LF | Rbds/m. | Pass/m. | Int/m. | Ctr/m. | Pts/m. |
| -------- | ---------- | ------ | ------ | ------ | ----- | ---- | ------- | ------- | ------ | ------ | ------ |
| 1962     | Cincinnati | 4      | —      | 46,3   | 51,9  | 79,5 | 11,0    | 11,0    | —      | —      | 28,8   |
| 1963     | Cincinnati | 12     | —      | 47,5   | 47,0  | 86,4 | 13,0    | 9,0     | —      | —      | 31,8   |
| 1964     | Cincinnati | 10     | —      | 47,1   | 45,5  | 85,8 | 8,9     | 8,4     | —      | —      | 29,3   |
| 1965     | Cincinnati | 4      | —      | 48,8   | 42,7  | 92,3 | 4,8     | 12,0    | —      | —      | 28,0   |
| 1966     | Cincinnati | 5      | —      | 44,8   | 40,8  | 89,7 | 7,8     | 7,6     | —      | —      | 31,8   |
| 1967     | Cincinnati | 4      | —      | 45,8   | 51,6  | 89,2 | 4,0     | 11,3    | —      | —      | 24,8   |
| 1971     | Milwaukee  | 14     | 14     | 37,1   | 48,6  | 75,4 | 5,0     | 8,9     | —      | —      | 18,3   |
| 1972     | Milwaukee  | 11     | 11     | 34,5   | 40,7  | 83,3 | 5,8     | 7,5     | —      | —      | 13,1   |
| 1973     | Milwaukee  | 6      | 6      | 42,7   | 50,0  | 91,2 | 4,7     | 7,5     | —      | —      | 21,2   |
| 1974     | Milwaukee  | 16     | 16     | 43,1   | 45,0  | 84,6 | 3,4     | 9,3     | 0,9    | 0,3    | 14,0   |
| Carrière | Carrière   | 86     | 47     | 42,7   | 46,0  | 85,5 | 6,7     | 8,9     | 0,9    | 0,3    | 22,2   |

## Records sur une rencontre en NBA
Les records personnels d'Oscar Robertson en NBA sont les suivants :
| Type de statistique    | Saison régulière | Saison régulière      | Saison régulière | Playoffs | Playoffs              | Playoffs      |
| Type de statistique    | Record           | Adversaire            | Date             | Record   | Adversaire            | Date          |
| ---------------------- | ---------------- | --------------------- | ---------------- | -------- | --------------------- | ------------- |
| Points                 | 56               | Lakers de Los Angeles | 18 décembre 1964 | 43       | 2 fois                | 2 fois        |
| Paniers marqués        | 19               | 2 fois                | 2 fois           | 17       | Celtics de Boston     | 28 mars 1963  |
| Paniers tentés         | 40               | Knicks de New York    | 10 février 1965  | 31       | 2 fois                | 2 fois        |
| Lancers francs réussis | 22               | 3 fois                | 3 fois           | 21       | Celtics de Boston     | 10 avril 1963 |
| Lancers francs tentés  | 26               | Bullets de Baltimore  | 27 décembre 1964 | 22       | Celtics de Boston     | 10 avril 1963 |
| Rebonds totaux         | 22               | 2 fois                | 2 fois           | 19       | Nationals de Syracuse | 26 mars 1963  |
| Passes décisives       | 22               | 2 fois                | 2 fois           | 18       | 76ers de Philadelphie | 29 mars 1964  |
| Minutes jouées         | 53               | 18 fois               | 18 fois          | 58       | Celtics de Boston     | 10 mai 1974   |